# Паразитна якамара
Паразитна якамара (Galbula dea) е вид птица от семейство Galbulidae.

## Разпространение
Видът е разпространен в Боливия, Бразилия, Венецуела, Гвиана, Еквадор, Колумбия, Перу, Суринам и Френска Гвиана.